# Алчан (приток Бикина)
Алча́н — река в Приморском крае России.
Берёт начало на западных склонах безымянной горной гряды, которая относится к западной части горной системы Сихотэ-Алиня. Впадает в реку Бикин справа, в 52 км от её устья, на административной границе Приморского и Хабаровского края.
Алчан — самый большой приток реки Бикин.
Длина реки 170 км, площадь бассейна 3860 км², общее падение реки 304 м. Ширина её до 60 м, глубина достигает от 0,3 до 2 м.
Основные притоки реки: Улитка, Правая, Левая, Широкая.
В летнее время часты паводки, вызываемые интенсивными продолжительными дождями.
Единственный населённый пункт на реке — село Верхний Перевал Пожарского района.
Село Алчан и станция Алчан стоят на левом берегу реки Бикин, примерно в 10 км выше устья реки Алчан.